# Lausanne Indians
| Lausanne Indians                                           |
| - Mitglied beim SBSV                                       |
| Teams Baseball                                             |
| - Baseball: Nationalliga A, Fédération Romande de Baseball |
| Ballpark                                                   |
| Terrain de Chavannes, Chavannes                            |
|                                                            |
| Schweizer Meistertitel                                     |
| -                                                          |
| Cupsiege                                                   |
| Finalteilnehmer 2004                                       |
| Offizielle Homepage                                        |
| www.indians.ch                                             |

Lausanne Indians ist ein Verein aus Lausanne, der mit verschiedenen Mannschaften an den Schweizer Baseball-Ligen teilnimmt. Die Indians spielten von 1991 bis 1995 sowie im Jahr 2004 in der 1. Liga der Schweizer Baseball-Meisterschaft. Für die Saison 2005 schaffte das Team aus Lausanne den Sprung in die Nationalliga B, seit dem Jahr 2006 sogar in der Nationalliga A.
Nebst der Teilnahme an den Meisterschaften bei der Swiss Baseball and Softball Federation stellt der Verein eine Equipe in der Meisterschaft in der Romandie (unter der Féderation Romande de Baseball).